# Beatriu de Natzaret
Beatriu de Natzaret (neerlandès: Beatrijs van Nazareth)  (Tienen, c. 1200 - Lier, 29 d'agost de 1268 (Gregorià)) va ser una beguina i després monja cistercenca flamenca. Va ser la primera escriptora en prosa que va utilitzar com a primera llengua l'holandès, una mística i l'autora de la notable dissertació en prosa holandesa coneguda com les Set Camins del Sant Amor. També va ser la primera priora de l'Abadia de Nostra Senyora de Natzaret a Natzaret prop de Lier al Brabant.

## Biografia
Beatriu va néixer a Tienen, Bèlgica, en una família benestant. A l'edat de set anys, la seva mare va morir i la van enviar a viure amb els beguines a prop de casa seva, a Zoutleeuw, on va assistir a l'escola local. Un any després, el seu pare la va fer tornar a casa.
Insistia que volia entrar en un monestir, i el seu pare la va portar a les monges cistercenques de Bloemendaal/Florival, on a deu anys es va fer oblata. Va continuar la seva formació al monestir de Florival. A quinze anys, Beatriu va demanar que li permetessin entrar al noviciat, i va ser rebutjada inicialment a causa de la seva jove edat i la seva delicada salut. Tanmateix, l'any següent va ser admesa com a novícia.
Més tard, el 1236, va ser enviada a començar la nova fundació a Natzaret, un llogaret prop de Lier, Bèlgica. Va practicar austeritats molt severes, portant un cinturó d'espines i comprimint el seu cos amb cordons. En les seves visions, es diu que Jesús se li va aparèixer i li va travessar el cor amb un dard de foc. La seva devoció a l'Eucaristia va provocar sagnat i col·lapse físic.
Va morir el 1268 i va ser enterrada al convent de Natzaret. La llegenda diu que després que Natzaret fos abandonat durant una època en què hi havia disturbis, el cos de Beatriu va ser traslladat per àngels a la ciutat de Lier.

## Veneració
És coneguda com a Beata dins de l'església catòlica. La seva festa és el 29 de juliol.